# 贝斯手

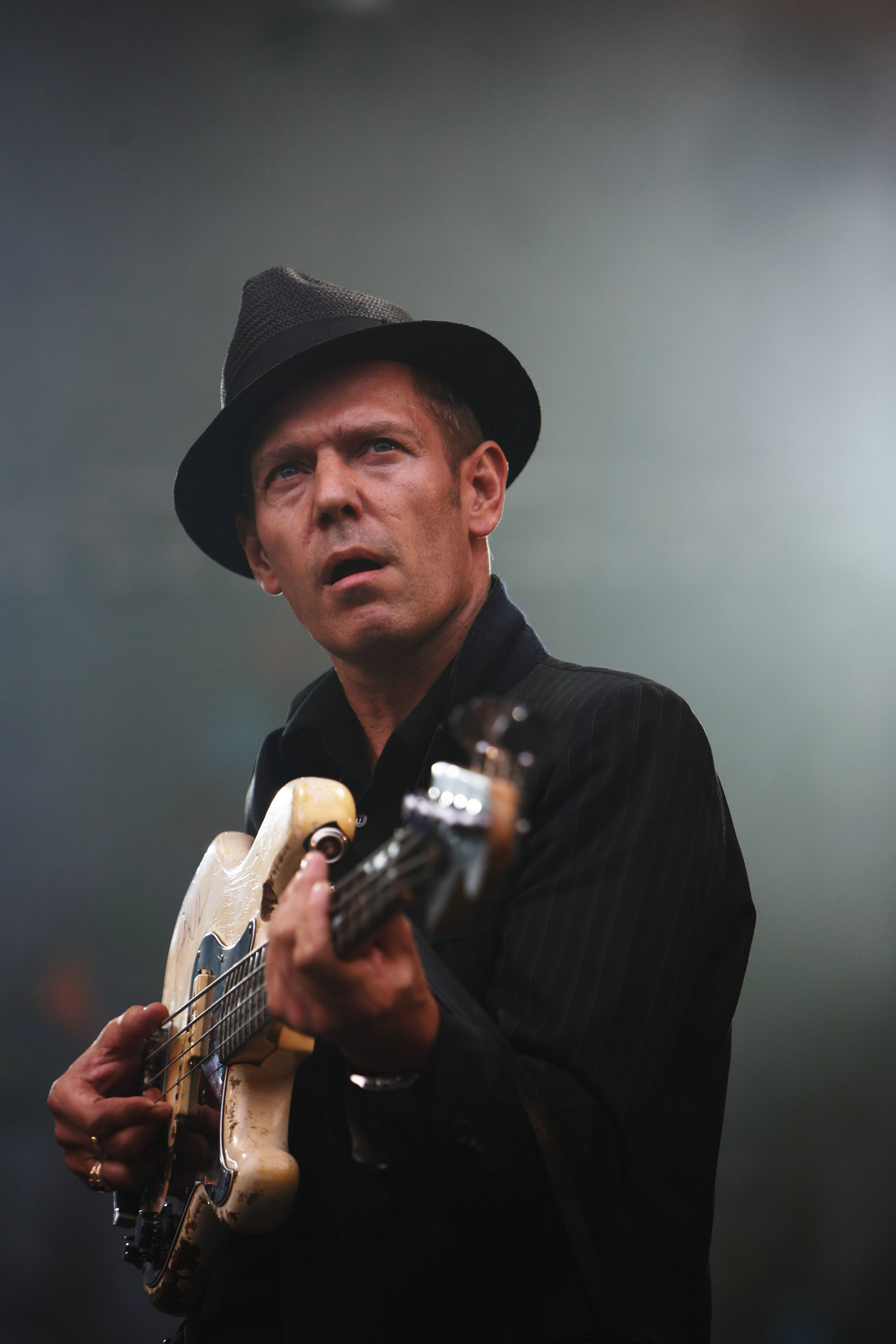
在貝爾福歐洲搖滾音樂節中演唱的貝斯手保羅·西蒙昂

贝斯手是演奏贝斯（贝司）的音乐家，而贝司一词至少可以指两种乐器：低音提琴和电贝斯（又叫低音吉他），所以笼统地来讲，贝司手亦可分别指称低音提琴家或电贝司手。但在一般口语中，贝司手更多地指的是摇滚乐中演奏电贝司的人，如照片所示。
1960年代初期，电贝斯成为摇滚乐、爵士乐、重金属音乐、乡村音乐、雷鬼乐和流行音乐重要乐器。
而低音提琴是古典音乐和爵士乐中的常用乐器。低音提琴和电贝司唯一的共同点在于两者的定弦和音域近似，除此以外，无论是乐器形制、演奏方法，均无共同之处。近年來，低音提琴越来越多地出现在摇滚乐队中。